# Diocèse d'Eisenstadt
Le diocèse d'Eisenstadt est un diocèse catholique romain d'Autriche, dont le siège se trouve à la cathédrale Saint-Martin d'Eisenstadt, a été créé le 15 août 1960 et est suffragant de l'archidiocèse de Vienne.

## Historique
Avant sa transformation, le diocèse constituait un territoire géré par un administrateur apostolique créé le 18 mai 1922 à partir des diocèses hongrois de Győr et Szombathely.